# La señal (película de 2007)
La señal es una película argentina policial-dramática de 2007 dirigida por Ricardo Darín y Martín Hodara, siendo el debut como director del primero. Está protagonizada por Ricardo Darín, Diego Peretti y Julieta Díaz y basada en la novela homónima de Eduardo Mignogna. Fue estrenada el 13 de septiembre de 2007.
La señal fue el último proyecto cinematográfico de Mignogna, quien falleció antes de comenzar el rodaje. Ricardo Darín, quien ya había trabajado con Mignogna anteriormente, y Martín Hodara, quien había acompañado como técnico al director en varias de sus obras, decidieron completar La señal en homenaje a Mignona.

## Sinopsis
Es el año 1952 y, mientras Eva Perón agoniza debido al cáncer y el país se encuentra en vilo ante el cercano fallecimiento, Corvalán, un mediocre detective privado, se ve envuelto en una historia de traición y ambiciones. Contratado por una hermosa mujer para lo que parece ser un rutinario trabajo de seguimiento, descubrirá, poco a poco, un entramado violento donde quien parecía ser la víctima puede revelarse, finalmente, como el verdugo. Una sola decisión mal tomada puede conducir a Corvalán hacia su destino más trágico.

## Reparto
- Ricardo Darín ... Corvalán
- Diego Peretti ... Santana
- Julieta Díaz ... Gloria
- Andrea Pietra ... Perla
- Vando Villamil ... Chofer
- Luciano Cáceres ... Dino Capuano
- Martín Slipak ... Totó / Sergio
- Carlos Bardem ... Siracusa
- Walter Santa Ana ... Padre de Corvalán
- Alberto Mastromauro ... El Cosaco
- Franco Papandrea ... Doble Perón
- Luciana Mastromauro ... Mirna
- Luis Solanas ... Perturato
- Diego Martinsen ... Comadreja
- Enrique Porcellana ... Mecánico
- Georgina Rey ... Angélica
- Jorge Diez ... Coco
- Mario Sanseverino ... Lustrabotas
- Maite Zumelzú ... Novia Perturato
- Petro Petrenko ... El Noruego
- César Repetto ... El Sueco
- Martín Urbaneja ... Bora
- Juan Sebastián Cruz ... Sony
- Germán Rodríguez ... Freddo
- Rodolfo Demarco ... Michael
- Daniel Campomenosi ... Gary Cooper
- Magu Sánchez ...Olaf
- Gianni Fiori ... Mozo Billar
- Javier Helguero ... Japonés
- Damián Dreizik ... El Rengo
- Florencia Ortiz ... Ivonne de Carlo
- Pablo Carrasco ... Policía
- Ricardo Talesnik

## Producción
La señal fue el último proyecto cinematográfico de Eduardo Mignogna. Con el guion terminado y a punto de comenzar el rodaje, la muerte se llevó a uno de los cineastas argentinos más relevantes de los últimos tiempos. Pero el proyecto no quedaría solo en eso, ya que Ricardo Darín, que había sido elegido para encarnar al protagonista, y Martín Hodara, que había acompañado como técnico a Mignogna en varias de sus obras, decidieron tomar la posta y proseguir aquella ilusión del cineasta desaparecido. Así nació esta producción. Este proyecto fue el debut como director cinematográfico de Ricardo Darín.